# Phyllonorycter deschkanus
Phyllonorycter deschkanus là một loài bướm đêm thuộc họ Gracillariidae. Nó được tìm thấy ở Tây Ban Nha.
Ấu trùng ăn Genista cinerea. Chúng có thể ăn lá nơi chúng làm tổ.